# Transgaz
Transgaz — румунська державна компанія, яка є технічним оператором транспортування природного газу по Румунії. 2006 року компанія опрацювала 15,85 мільярдів м³ природного газу.

## Про компанію
Компанія має місткість для транспортування 30 млрд м³ газу та мережу трубопроводу на 13,000 км.
Transgaz є партнером проекту Nabucco.
26 листопада 2007 року компанія випустила акції на Бухарестській фондовій біржі, плануючи заробити близько 84 млн доларів. Але до кінця торгів продала акцій на суму 2,52 млрд доларів, що стало рекордом біржі, перевершивши результат компанії Transelectrica 2006 року (308 млн доларів).
15 квітня 2013 року відбувся другий публічний продаж акцій на Бухарестській фондовій біржі. Компанія продала 15 % акцій за 95 млн доларів.
В липні 2016 року компанія підписала угоду про співпрацю з українською ПАТ Укртрансгаз.
З іншими країнами компанію пов'язують наступні газопроводи:
- Угорщина: газопровід Арад – Сегед
- Україна: газопровід Чернівці — Сірет
- Болгарія: газопровід Русе – Джурджу
- Молдова: газопровід Ясси — Унгени.[4]